# Васил Василев (партизанин)
Вижте пояснителната страница за други личности с името Васил Василев.
Васил Григоров Василев (Цветков) е гръцки, български и югославски комунистически партизанин.

## Биография
Васил Василев е роден на 17 юни 1915 година в Петрич. От януари 1944 година е в редиците на ЕЛАС, а след това е един от основателите на Петричкия партизански отряд „Антон Попов“. След това е политически комисар на чета и помощник политически комисар на батальон в Четиринадесета македонска младежка ударна бригада „Димитър Влахов“. Участва и в трите заседания на АСНОМ.
През 1949 година е арестуван от Държавна сигурност в Петрич по обвинение, че като агент на УДБА е агитирал за присъединяването на Пиринска Македония към Югославия.